# Снежнянский музей боевой славы
Снежня́нский музе́й боево́й сла́вы по адресу: Украина, Донецкая область, г. Снежное, ул. Ленина, 7.
Музей боевой славы. Расположен в центре города Снежное напротив кинотеатра «Снежинка» по улице Ленина. Экспозиция музея посвящена героям Великой Отечественной войны, а также подвигам воинов-афганцев, призванных из Снежного. В помещении музея проходят выставки местных художников.

## Боевые действия в районе города Снежное в период Великой Отечественной войны
Основной раздел: Саур-Могила в годы Великой Отечественной войны в статье Саур-Могила
Вблизи города Снежное (на расстоянии около 10 км.) находится важная тактическая высота и одна из высочайших (277,9 м) точек Донецкого кряжа — Саур-Могила. Именно её взятие, длившееся с 28 по 31 августа 1943 года (после двухгодовой оккупации, начиная с 1941 года), явилось первым шагом Советской Армии к освобождению Донбасса. При этом было прорвано одно из значительных укреплений немецко-фашистских захватчиков — «Миус-фронт» (названый так по наименованию местной реки Миус). 1 сентября 1943 года одним из первых городов Донбасса был освобождён и сам город Снежное.
На Саур-Могиле расположен самостоятельный мемориальный комплекс.

## Постоянная экспозиция музея
В первом зале выставлены материалы, датируемые 1941—1942 годами Великой Отечественной войны, фото и документы:
- план «Барбаросса»;
- директивы Верховного Главнокомандующего;
- документы, свидетельствующие о подготовке и начале войны гитлеровской Германии против СССР;
- материалы боевых действий Советской армии летом и осенью 1941 года;
- материалы об участии снежнянцев в боях за оборону Ленинграда, Одессы, Киева, Севастополя, Москвы.

Во втором зале размещены материалы, относящиеся к периоду коренного перелома в ходе Великой Отечественной войны (1942-1943 года):
- фотографии, документы, и вещественные реликвии солдат, датируемые данным периодом;
- материалы, относящиеся к теме освобождения Донбасса (февраль-март 1943 г., июль-август 1943 г.);
- диорама «Штурм Саур-Могилы, август 1943 года» (центральное место экспозиции);
- фронтовой дневник командира 5-й ударной армии В. Д. Цветаева;
- документы начальника политотдела 2-й гв. армии А. Я. Сергеева;
- награды заместителя командира дивизии А. А. Сошальского, погибшего во время штурма Саур-Могилы.

Помимо материалов о Великой Отечественной войне, в музее представлена экспозиция, посвящённая воинам-афганцам, — «Опалённые Кандагаром».